# Etnias de Irán
| Grupos étnicos en Irán (World Factbook)    | Grupos étnicos en Irán (World Factbook)    | Grupos étnicos en Irán (World Factbook) | Grupos étnicos en Irán (World Factbook) | Grupos étnicos en Irán (World Factbook) |
| ------------------------------------------ | ------------------------------------------ | --------------------------------------- | --------------------------------------- | --------------------------------------- |
| Grupos étnicos                             | Grupos étnicos                             |                                         | Porcentaje                              | Porcentaje                              |
| Persas (incl. Guilakíes y Mazandaraníes)   | Persas (incl. Guilakíes y Mazandaraníes)   |                                         | 61%                                     | 61%                                     |
| Azerbayanos                                | Azerbayanos                                |                                         | 16%                                     | 16%                                     |
| Kurdos                                     | Kurdos                                     |                                         | 10%                                     | 10%                                     |
| Luros (incl. Pueblo bajtiarí)              | Luros (incl. Pueblo bajtiarí)              |                                         | 6%                                      | 6%                                      |
| Turcomanos (y otras tribus Turcos en Irán) | Turcomanos (y otras tribus Turcos en Irán) |                                         | 2%                                      | 2%                                      |
| Árabes                                     | Árabes                                     |                                         | 2%                                      | 2%                                      |
| Baluchíes                                  | Baluchíes                                  |                                         | 2%                                      | 2%                                      |
| Otras etnias o grupos                      | Otras etnias o grupos                      |                                         | 1%                                      | 1%                                      |
| Fuente: CIA World Factbook                 |                                            |                                         |                                         |                                         |

Etnicidades y religiones en Irán

La mayor parte de la población de Irán (aproximadamente 67-80%) se compone de pueblos iranios. Los grupos más grandes en esta categoría son los persas (que constituyen la mayoría de la población iraní) y los kurdos, con comunidades más pequeñas, como los guilakíes, mazandaraníes, luros, tatíes, talyshíes y los baluchíes.
Los pueblos túrquicos constituyen una minoría sustancial de aproximadamente del 15 al 24%, siendo el grupo más grande, el de los azerbaiyanos, que son la segunda etnia más grande en Irán, así como el grupo minoritario más grande. Otros pueblos túrquicos incluyen a los turcomanos y los kashgai.
Los árabes representan alrededor del 2-3% de la población iraní. El resto, que representa aproximadamente el 1% de la población iraní, se compone de una variedad de grupos menores, que comprenden principalmente asirios, armenios, georgianos, circasianos y mandeos.
A comienzos del siglo XX, Irán tenía una población total de poco menos de 10 millones, con una composición étnica aproximada de: 6 millones de persas (60%), 2.5 millones de azeríes (25%), 0.2 millones de mazandaraníes y guilakíes cada uno (2% cada uno).

## Pueblos de habla iraní

### Persas
Irán solía llamarse Persia hasta 1935, según esa definición, todos los iraníes eran considerados persas independientemente de su etnia. El término "Persas" se refiere a un grupo étnico que habla el dialecto occidental de Persia y vive en el país de Irán, así como a los descendientes de las personas que emigraron desde el territorio del Irán actual a otros países.
Los persas étnicos habitan tradicionalmente en las provincias de Teherán, Isfahán, Fars, Elburz, Razavi Jorasán, Jorasán del Sur, Yazd, Kerman, Bushehr, Hormozgan, Markazí (Arak), Qom, Semnan, Qazvin, en gran parte de la provincia de Hamadan, incluida la ciudad de Hamadan, la mayoría de Jorasán del Norte, la mayoría de la provincia de Juzestán, la mitad norte de Sistán y Baluchistán (Zabol), la mitad sur y occidental de la provincia de Golestán, incluida la capital provincial de Gorgán. La mayoría de los inmigrantes iraníes en Occidente y en otras partes del mundo también provienen de ciudades de habla persa, especialmente de Teherán.
Según The CIA World Factbook, los persas en Irán constituyen hasta el 61% de la población del país. Otra fuente, la Biblioteca del Congreso de los EE. UU., indica que los persas en Irán, componen el 65% de la población del país. Sin embargo, otras fuentes mencionan que los persas, solo comprenden 50.5% o 55.3%. Todos estos números incluyen a los mazandaraníes y guilakíes como persas, aunque The CIA World Factbook hace una distinción entre el idioma persa y el idioma mazandaraní y guilakí, respectivamente.

### Kurdos
Los kurdos iraníes constituyen la mayor parte de la población de la provincia de Kurdistán y, junto con los azeríes, son uno de los dos principales grupos étnicos de la provincia de Azerbaiyán occidental. En la provincia de Azerbaiyán Occidental, los kurdos se concentran en partes de las partes sur y oeste de la provincia. La tribu Feyli de los kurdos también constituye una proporción significativa de las poblaciones de las provincias de Kermanshah e Ilam, aunque Kermanshahi y los kurdos llamitas son musulmanes chiitas, en contraste con los kurdos tradicionales, que son creyentes del Islam sunita. Los kurdos que hablan Kurmanji también forman una pluralidad en la provincia de Jorasán del Norte.

### Mazandaranies
El pueblo mazanderaní o pueblo tabarí es un pueblo iraní cuyo origen esta al norte de Irán, en Tabaristán. Al igual que los guilakíes, a los cuales están estrechamente relacionados, los mazanderaníes son un pueblo del Caspio que habitan en la costa sur del Mar Caspio, parte de la región histórica que solía llamarse Tabaristán y actualmente es uno de los principales grupos étnicos que residen en el norte de Irán. Hablan el idioma mazandaraní, un idioma nativo de alrededor de 4 millones de personas, pero todos ellos hablan persa. Las montañas Alborz marcan el límite sur del asentamiento mazanderaní. El número de habitantes de Mazanderani difiere entre tres millones y cuatro millones (estimación de 2006) y muchos de ellos son agricultores y pescadores.

### Guilakíes
El pueblo Guilakí o Gilak es un pueblo nativo iraní de la provincia de Guilán, al norte de Irán, y es uno de los principales grupos étnicos que residen en la parte norte de Irán. Los guilakíes, junto con la gente del pueblo mazandaraní están estrechamente relacionadas y comprenden parte de la gente que habita el Caspio, los cuales habitan las regiones costeras del sur y sudoeste del mar Caspio. Hablan el idioma guilakí y su población se estima entre 3 y 4 millones (4% de la población). El pueblo guilakí vive tanto junto a las montañas de Elburz, como en las llanuras circundantes. Consecuentemente, aquellos que viven a lo largo del lado norte de las montañas Elburz tienden a criar ganado, mientras que aquellos que viven en las llanuras cultivan. Los guilakíes desempeña un papel importante en la economía provincial y nacional, suministrando una gran parte de los alimentos básicos de la región, como el arroz, los cereales, el tabaco y el té. Otras industrias importantes incluyen las exportaciones de pesca y caviar, y la producción de seda.

### Luros
La gente del pueblo Luro hablan el idioma luri y habitan partes del suroeste de Irán. La mayoría del pueblo luro son chiitas. Ellos son el cuarto grupo étnico más grande en Irán después de los persas, azeríes y kurdos. Ocupan las provincias de Lorestán, Chahar Mahal y Bajtiarí, Juzestán, Isfahán, Fars, Bushehr y Kohkiluyeh y Buyer Ahmad. La autoridad de los ancianos de la tribu, sigue siendo una gran influencia entre la población nómada. No es tan dominante entre la población urbana establecida. Como es verdad en Bajtiari y las sociedades kurdas, las mujeres luras tienen mucha más libertad que las mujeres en otros grupos dentro de la región. El idioma luri es indoeuropeo. El pueblo luro puede estar relacionado con los kurdos, de quienes "aparentemente comenzaron a distinguirse ... hace 1000 años". El libro Sharafnama de Sharaf Khan Bidlisi "mencionó dos dinastías luras entre las cinco dinastías kurdas que en el pasado habían disfrutado de la realeza o la más alta forma de soberanía o independencia". En el Mu'jam Al-Buldan de Yaqut al-Hamawi se menciona a los luros como una tribu kurda que vive en las montañas entre Juzestán e Isfahán. El término kurdo según Richard Frye se usa para todos los nómadas iraníes (incluida la población de Luristán y las tribus de Kuhistán y Baluchis en Kerman) para todos los nómadas, tanto si estaban lingüísticamente conectados con los kurdos como si no.

### Talyshíes
Los talyshíes de Irán son aproximadamente 430,000 y viven principalmente en la provincia de Guilán en el norte de Irán. Son indígenas de una región compartida entre Azerbaiyán e Irán que se extiende por el sur del Cáucaso y la costa suroccidental del mar Caspio. Otra población significativa de talyshíes vive por lo tanto también en la República de Azerbaiyán.

### Tatíes
Los tatíes de Irán están focalizados cerca de las Montañas Elburz, especialmente en el sur de la provincia de Qazvín. Hablan el idioma tati, que consiste en un grupo de dialectos iraníes del noroeste estrechamente relacionados con el idioma talyshí. El persa y el azerí también son hablados. Las estadísticas de Irán son principalmente musulmanes chiíes y alrededor de 300,000 habitantes.

### Baluchíes
El pueblo baluchí de Irán vive en el sur y el centro de las provincias de Sistán y Baluchistán, una de las zonas más remotas y aisladas de Irán, especialmente de la mayoría de la población. La parte norte de la provincia se llama Sistán y el 63% de la población es de la etnia baluchí, mientras que el resto es persa sistaní. Los baluchíes son musulmanes sunitas, en contraste con los persas sistaní que son devotos del Islam chiita. La capital de Sistán y Baluchistán es Zahedán y está habitada por los baluchíes, la siguiente ciudad más grande de la provincia es Zabol en Sistán y está habitada predominantemente por persas. La ciudad de Jask en la vecina provincia de Hormozgán también está habitada por los baluchíes. Forman una de las etnias más pequeñas en Irán.

## Túrquicos
La más grande etnia túrquica en Irán son los azerbaiyanos iraníes, formando la segunda etnia más grande en la nación después de la mayoría de la población persa.
Los grupos túrquicos más pequeños representan aproximadamente el 2% de la población iraní entre ellos, aproximadamente la mitad de este número corresponde a los turcomanos iraníes, la otra mitad comprende varias confederaciones tribales como los turcos Kashqai o Jorasani.

### Azerbayanos
Los azerbaiyanos iraníes (también conocidos como turcos iraníes) son personas de habla turca de origen mixto caucásico, iraní y turco, que viven principalmente en el Azerbaiyán iraní. Las cifras o porcentajes estimados varían significativamente y muchas de las estimaciones citadas parecen estar motivadas políticamente. A menudo se los considera el segundo grupo étnico más grande en Irán y la minoría étnica más grande. Las principales estimaciones se detallan a continuación:
- 15%[40]
- 15.5%[41]
- 16%[42][43][44][45]
- 17%[46]
- 21.6[47]
- 24 a 25 por ciento[48][49][50]
- Minahan, James (2002). Enciclopedia de las Naciones sin Estado: S-Z. Greenwood Publishing Group. pag. 1765. ISBN 978-0-313-32384-3  "Aproximadamente (2002e) 18,500,000 azeríes del sur en Irán, concentrados en las provincias noroccidentales del este y oeste de Azerbaiyán. Es difícil determinar el número exacto de azeríes del sur en Irán, ya que no se publican estadísticas oficiales que detallen la estructura étnica de Irán. Las estimaciones de la población de Azerbaiyán del Sur varían desde 12 millones hasta el 40% de la población de Irán, es decir, casi 27 millones ..."[51][52]

En la región de Azerbaiyán, la población se compone principalmente de azerbaiyanos. Los azeríes forman el grupo étnico más grande en el Azerbaiyán iraní, mientras que los kurdos son el segundo grupo más grande y la mayoría en muchas ciudades de la provincia de Azerbaiyán occidental. El Azerbaiyán iraní es una de las regiones más ricas y más densamente pobladas de Irán. Muchos de estos diversos grupos minoritarios lingüísticos, religiosos y tribales, y los propios azeríes se han establecido ampliamente fuera de la región. La mayoría de los azeríes son seguidores del Islam chiita. Los azerbaiyanos iraníes residen principalmente en las provincias del noroeste, incluidas las provincias iraníes de Azerbaiyán (Azerbaiyán oriental, Azerbaiyán occidental, Ardebil y Zanyán), así como las regiones del norte del condado de Hamadán y el distrito de Shara, al este de la provincia de Hamadán, y algunas regiones de la provincia de Qazvín.  Algunas minorías azerbaiyanas también viven en las provincias de Markazí, Kurdistán, Guilán y Kermanshah. Los azerbaiyanos también constituyen minorías importantes en varias partes del Irán central, especialmente en Teherán, donde constituyen alrededor del 25% a un tercio de la población.

### Turcomanos
Los turcomanos iraníes se concentran principalmente en las provincias de Golestán y Jorasán del Norte. La ciudad turcomana más grande de Irán es Gunbadi Kabus, seguida de Bandar Torkaman. Los turcomanos iraníes son en su mayoría musulmanes sunitas.

### Grupos étnicos tribales
El pueblo kashgai vive principalmente en las provincias de Fars, Juzestán y el sur de Isfahán, especialmente alrededor de la ciudad de Shiraz en Fars. Hablan el idioma kashgai que es un miembro de la familia de idiomas túrquicos. Los kashgai fueron originalmente pastores nómadas y algunos siguen siéndolo hoy. Los kashgai nómadas tradicionales viajaban con sus rebaños cada año desde las tierras altas de verano al norte de Shiraz a unos 480 km o 300 millas al sur hasta los pastizales de invierno en tierras bajas (y más cálidas) cerca del Golfo Pérsico, al suroeste de Shiraz. La mayoría, sin embargo, ahora se ha vuelto parcial o totalmente sedentaria. La tendencia hacia el asentamiento ha aumentado notablemente desde la década de 1960.
Los turcos jorasaní son personas de habla túrquica que viven en partes del noreste de Irán y en las regiones vecinas de Turkmenistán hasta más allá del río Amu Daria. Hablan el turco de Jorasán y viven en Jorasán del Norte, Jorasán Razavi, y la provincia de Golestán junto a los turcomanos.

## Semíticos

### Árabes
El 2% de los ciudadanos de Irán son árabes. Un informe de 1998 realizado por la  UNCHR(Comisión de DD.HH. de las Naciones Unidas) reportó que 1 millón de ellos viven en las ciudades fronterizas de la provincia de Juzestán, se cree que constituyen del 20% al 25% de la población en la provincia, la mayoría de los cuales son chiitas. En Juzestán, los árabes son una minoría en la provincia. Ellos son el grupo étnico dominante en Shadegan, Hoveyzeh y Susangerd, un grupo significativo en las áreas rurales de Abadán (La ciudad de Abadán está habitada por iraníes que hablan el dialecto abadaní tanto en persa como en árabe), y junto con los persas, los árabes son uno de los dos grupos étnicos principales en Ahvaz. La mayoría de las demás ciudades de la provincia de Juzestán están habitadas por los grupos étnicos de luros, bajtiaries o persas. Las ciudades históricamente grandes y ricas en petróleo de Mahshahr, Behbahan, Masjed Soleyman, Izeh, Dezful, Shushtar, Andimeshk, Shush, Ramhormoz, Baghemalak, Gotvand, Lali, Omidieh, Aghajari, Hendijan, Ramshir, Haftkel, Bavi están habitadas por personas que hablan luri, bajtiarí y lenguas persas. Hay comunidades más pequeñas en Qom, donde hay un número significativo de árabes de ascendencia libanesa, así como las provincias de Jorasán Razaví y Fars. Las comunidades árabes iraníes también se encuentran en Baréin, Irak, Líbano, Kuwait, Emiratos Árabes Unidos y Catar.

### Asirios
El pueblo asirio de Irán es un pueblo semita que habla el asirio moderno, un idioma neoarameo que desciende del siríaco clásico, y son cristianos orientales que pertenecen principalmente a la Iglesia asiria del Oriente y, en menor medida, a la Iglesia Católica Caldea. , Iglesia Ortodoxa Siria y a la Antigua Iglesia del Oriente. Comparten una identidad común, arraigada en tradiciones lingüísticas y religiosas compartidas, con los asirios en Irak y en otras partes del Medio Oriente como Siria y Turquía, así como con la diáspora asiria.
La comunidad asiria en Irán era aproximadamente 200.000 miembros antes de la Revolución Islámica iraní de 1979. Sin embargo, después de la revolución muchos asirios abandonaron el país, principalmente rumbo a los Estados Unidos, y el censo de 1996 contabilizó sólo 32 000 asirios   Las estimaciones actuales de la población asiria en Irán varían entre 32 000 personas a 2005  y 50 000 a 2007. La mayoría de los asirios iraníes vive en la capital iraní, en Teherán; sin embargo, aproximadamente 15.000 asirios residen en el norte de Irán, en Urmia y en varias aldeas asirias de los alrededores.

### Judíos
El judaísmo es una de las religiones más antiguas que se practica en Irán y se remonta a los tiempos bíblicos tardíos. Los libros bíblicos de Isaías, Daniel, Ezdras, Nehemías, Crónicas y Ester contienen referencias a la vida y las experiencias de los judíos en Irán.
Según diversas estimaciones, 10 800 judíos permanecen en Irán, principalmente en Teherán, Isfahán y Shiraz. La BBC informó que Yazd alberga a diez familias judías, seis de ellas emparentadas por matrimonio, aunque algunos estiman que la cifra es mucho más alta. Históricamente, los judíos mantuvieron una presencia en muchas más ciudades iraníes. Irán contiene la mayor población judía de cualquier país musulmán, excepto Turquía.
Varios grupos de judíos de Irán se han separado desde la antigüedad. Ahora se les reconoce como comunidades separadas, como los judíos de Bukharan y los judíos de las montañas. Además, hay varios miles en Irán que son, o que son descendientes directos de, judíos que se han convertido al islam y a la Fe bahá'í.

### Mandeos
Los mandeos iraníes viven principalmente en la provincia de Juzestán en el sur de Irán. Los mandeos son un pueblo semítico de habla mandea que siguen su propio Mandeísmo de religión gnóstica, venerando a Juan el Bautista como el verdadero Mesías. Al igual que los asirios de Irán, sus orígenes se encuentran en la antigua Mesopotamia. Suman unas 10.000 personas en Irán, aunque Alarabiya ha puesto su número en 60.000 en 2011.

## Grupos derivados del Cáucaso

### Armenios
La población iraní-armenia actual es alrededor de 500 000. Viven principalmente en Teherán y el distrito de Yolfa. Después de la revolución iraní, muchos armenios inmigraron a comunidades diaspóricas armenias en América del Norte y Europa occidental. Hoy los armenios son la minoría religiosa cristiana más grande de Irán, seguidos de los asirios.

### Georgianos
Los georgianos iraníes son imamíes musulmanes, mientras que la gran mayoría de los georgianos en el resto del mundo son cristianos.
El idioma georgiano es el único idioma del Cáucaso que se usa plenamente en Irán y lo hablan solo los que viven en Fereydan y Fereydunshahr, y en pequeños grupos en todo Irán. Casi todas las demás comunidades de georgianos iraníes en Irán ya han perdido su idioma, pero conservan una clara identidad georgiana.
Alguna vez fueron una gran minoría en Irán debido principalmente a las deportaciones masivas de los varios imperios iraníes modernos (safávidas, afsáridas y kayares) de sus súbditos georgianos, debido a la intermatrimonialidad y asimilación del número de georgianos en Irán. se estima que es más de 100.000. Sin embargo, se estima que la cantidad de iraníes con ascendencia georgiana parcial o asimilada supera los millones
El idioma georgiano todavía es utilizado por muchos georgianos en Irán. El centro donde están focalizados los georgianos, en Irán es Fereydunshahr, una pequeña ciudad a 150 km al oeste de Isfahán. La parte occidental de la provincia de Isfahán se llama históricamente Fereydan. En esta área hay 10 ciudades y pueblos georgianos alrededor de Fereydunshahr. En esta región, la antigua identidad georgiana se conserva mejor que otros lugares en Irán. En muchas ciudades iraníes importantes, como Teherán, Isfahán, Karaj y Shiraz; en Rasht también viven georgianos.
En muchos otros lugares como Najafabad, Rahmatabad, Yazdanshahr y Amir Abad (cerca de Isfahán) también hay grupos y pueblos georgianos. En la provincia de Mazandarán en el norte de Irán, también hay georgianos étnicos. Viven en la ciudad de Behshahr, y también en el condado de Behshahr, en Farah Abad, y en muchos otros lugares, que por lo general se llaman "Goryi Majale" (barrio georgiano). La mayoría de estos georgianos ya no hablan el idioma georgiano, pero conservan aspectos de la cultura georgiana y una identidad georgiana. Algunos argumentan que los georgianos iraníes conservan vestigios de las tradiciones cristianas, pero no hay evidencia de esto.

### Circasianos
Al igual que con los georgianos, una vez una minoría muy grande en Irán, desde la época Safávida hasta la de Kayar, la gran mayoría de los circasianos se han asimilado a la población hoy en día. Sin embargo, un número significativo sigue presente, y es el segundo grupo étnico caucásico más grande en la nación después de los georgianos.
De Sir Jean Chardin de "Los viajes en Persia, 1673-1677":
Hay un Caballero en Persia, cuya Madre no es georgiana, o una mujer circasiana; para comenzar con el Rey, que comúnmente es georgiano, o un Circasiano por parte de la Madre.
Los circasianos junto con los georgianos fueron deportados en masa por los Shah para cumplir funciones en la administración civil, el ejército y el Harén real, pero también como artesanos, agricultores, entre otras profesiones. Las mujeres circasianas estaban tanto en la Turquía otomana como en Persia por su belleza, mientras que los hombres eran conocidos como temibles guerreros. Notables iraníes del pasado de ascendencia circasiana incluyen a Teresia Sampsonia, el Shah Abbas II, el Shah Suleiman I, Pari Khan Khanum (hija de Shah Tahmasp, involucrada en muchas intrigas judiciales), Shamkhal Sultan, Jamshid Beg (el asesino del Shah Ismail II), y Anna Khanum. Las huellas de los asentamientos circasianos han durado hasta el siglo XX, y todavía existen pequeños grupos diseminadas por el país, incluso después de siglos de absorción y asimilación, como en Fars, Rasht, Aspas, Guilán, Mazandarán y la capital, Teherán (debido a la Migración interna contemporánea). Actualmente se desconoce su número total debido a la gran asimilación y la falta de censos basados en el origen étnico, pero se sabe que son significativos. Sin embargo, debido a la misma asimilación, ningún número importante ya habla el idioma circasiano.

## Inmigración reciente
La mayoría de las grandes olas migratorias circasianas hacia el Irán continental provienen de la era Safávida y Kayar, sin embargo, una cierta cantidad también proviene de las llegadas relativamente recientes que migraron cuando los circasianos fueron desplazados del Cáucaso en el siglo XIX. Existe una población negra africana debido a la esclavitud histórica. Un número considerable de rusos llegaron a principios del siglo XX como refugiados de la revolución rusa, pero su número ha disminuido tras la crisis de Irán en 1946 y la revolución iraní. Del siglo XX al XXI, ha habido una inmigración limitada a Irán desde Turquía, iraquíes (especialmente grandes cantidades durante la década de 1970 conocida como Moaved), Afganistán (la mayoría llegando como refugiados en 1978), libaneses (especialmente en Qom, a pesar de ser una comunidad libanesa que ha estado presente en la nación durante siglos), indios (que llegaron temporalmente durante las décadas de 1950 a 1970, generalmente trabajando como médicos, ingenieros y maestros), coreanos (principalmente en la década de 1970 como migrantes laborales) y China (principalmente desde la década de 2000 trabajando en proyectos de ingeniería o negocios). La inmigración limitada desde Pakistán se debe en parte a los trabajadores migrantes y en parte a los lazos con los Baluchíes, a través de la frontera irano-paquistaní. Alrededor de 200,000 iraquíes llegaron como refugiados en 2003, la mayoría de ellos viviendo en campos de refugiados cerca de la frontera; un número desconocido de estos ha regresado desde entonces a Irak.
Durante el mismo período, también ha habido una importante emigración de Irán, especialmente desde la revolución iraní (véase Diáspora iraní, Huida de capital humano desde Irán, Éxodo judío desde Irán), especialmente a los Estados Unidos, Canadá, Alemania, Israel y Suecia.